# Jongmyo-heiligdom
Het Jongmyo-heiligdom is een van de tien werelderfgoederen op de Werelderfgoedlijst van de UNESCO in Zuid-Korea. Dit cultuurerfgoed is in 1995 opgenomen op deze lijst.
Het heiligdom ligt in centraal Zuid-Korea bij Seoel, stamt uit 1394 en werd als confucianistische tempel gesticht door de Joseondynastie (1392-1910). De bijnaam is 'het Parthenon van Azië'. Bij de bouw was het een van de langste gebouwen van Azië. Het werd in 1592 door de Japanners platgebrand en weer opgebouwd tussen 1601 en 1608. De oudste bewaard gebleven gebouwen stammen uit deze tijd. Door de jaren heen werden er steeds meer gebouwen aan het complex toegevoegd.
Inmiddels zijn er 35 kamers. Het heiligdom richt zich op de verering van de voorouders, voormalig koningen van de Joseondynastie, naar de leer van Confucius.
Het bewaart negentien herdenkingsplakaten voor koningen en dertig voor koninginnen. Er zijn ook gedenkplakaten voor loyale dienaars en onderdanen van de koningen.
De architectuur van de gebouwen is typisch voor de regio en van uitzonderlijke kwaliteit.
Er zijn vergelijkbare voorbeelden van Confuciaanse koninklijke voorouderverering in Azië. Dit monument is echter uitzonderlijk goed bewaard gebleven en omspant bovendien een lange periode: van de 14e eeuw tot de 20e eeuw. Hier huizen er naar verluidt ook meer geesten van voorouders dan in enig ander vergelijkbaar monument.
De reden voor de UNESCO voor opname als werelderfgoed is:
- Het Jongmyo-heiligdom is een uitzonderlijk voorbeeld van een heiligdom voor Confuciaanse koninklijke voorouderverering, welke relatief intact heeft overleefd sinds de 16e eeuw. Het belang van het heiligdom wordt vergroot door het blijven bestaan van de culturele en traditionele gebruiken gedurende zo'n lange tijd.

Op de eerste zondag in mei wordt in het Jongmyo-heiligdom een ritueel uitgevoerd, bestaande uit zang, dans en muziek. Priesters in rituele kostuums voeren dansen uit. Ze dragen hierbij diademen (de koning draagt een kroon) en offeren voedsel en wijn. De dansen worden uitgevoerd door 64 dansers (in 8 rijen) die symbool staan voor de krachten van yin en yang. Sinds 2001 staat deze vorm van voorouderverering vermeld op de Lijst van Meesterwerken van het Orale en Immateriële Erfgoed van de Mensheid.